# Aditya Assarat
Aditya Assarat (Banguecoque, 16 de janeiro de 1972) é um cineasta, roteirista, diretor de fotografia e produtor cinematográfico tailandês."